# Tito Mattei
Tito Mattei (Campobasso, Molise, 24 de maig de 1841 - Londres, Regne Unit, 30 de març de 1914) fou un compositor i director d'orquestra italià deixeble de Sigismund Thalberg. Als dotze anys donà un concert a París; sent molt jove, fou nomenat professor de l'Acadèmia de Santa Cecília, de Roma, emprenent després un viatge per Itàlia, França i Alemanya, fins que fixà la seva residència a Londres (1863), on també es donà a conèixer com a director d'orquestra. Era cavaller de l'Orde de Sant Maurici i Sant Llàtzer i pertanyia a importants societats musicals. Va compondre gran nombre de peces per a piano, Non è ver, Non tornò, l'òpera La prima donna i el drama líric Maria di Gand, que s'estrena a Londres amb molt d'èxit.